# Monomma kraatzi
Monomma kraatzi es una especie de coleóptero de la familia Monommatidae.

## Distribución geográfica
Habita en Kenia.